# Patrick da Silva
Patrick da Silva, né le 23 octobre 1994 à Kalundborg au Danemark, est un footballeur danois. Il évolue actuellement au KÍ Klaksvík au poste d'arrière gauche.

## Biographie

### En club
Patrick da Silva fait ses débuts pour le Brøndby IF à l'âge de dix-huit ans. Le 3 mars 2013, Patrick joue son premier match avec le club lors d'une défaite 0-2 à domicile contre le Randers FC. Bien qu'il fasse partie du noyau des moins de 19 ans de Brøndby IF, il conserve sa place pour les 13 matches restants de la saison, où le club finira à la 9e place en Superliga.
Le 1er juillet 2013, le joueur est officiellement promu en équipe première.
Le 25 juin, da Silva signe une prolongation de contrat d'un an jusqu'au 30 juin 2018, en dépit d'une saison avec des apparitions limitées en raison du fait qu'il soit le second choix au poste d'arrière gauche derrière Riza Durmisi.
Le 31 octobre 2016, après accord mutuel avec le Brøndby IF, il casse son contrat. 
Da Silva rejoint le FC Nordsjælland le 26 janvier 2017 avec un contrat de 2,5 ans.
Après une défaite face à Lyngby BK le 12 mai 2017, Da Silva est aperçu en discothèque le soir même de la défaite. Le lendemain, le club confirme l'épisode nocturne du joueur et le suspend pour une durée inconnue.
Le 8 janvier 2022, Da Silva rejoint le KÍ Klaksvík, champion des Îles Féroé.

### En équipe nationale
Après quelques apparitions sous le maillot du Brøndby IF, il reçoit sa première convocation pour la sélection danoise des moins de 19 ans. Patrick fait ses débuts avec l'équipe lors du match nul 1:1 contre la sélection française des moins de 19 ans au Stade d'Auch. Il inscrit son premier but lors de la victoire 5:0 contre la sélection tchèque des moins de 19 ans.
Il joue ensuite pour la sélection danoise des moins de 20 ans. Malgré son faible temps de jeu depuis le début de la saison, il rejoint la sélection danoise espoirs en 2015.